# John St. Polis
John St. Polis, nato John Marie Sainpolis (New Orleans, 24 novembre 1873 – Los Angeles, 8 ottobre 1946), è stato un attore statunitense che iniziò la sua carriera cinematografica all'epoca del cinema muto.

## Biografia
St. Polis nacque a New Orleans, in Louisiana. Si fece un nome come attore teatrale apprendo in diverse produzioni di Broadway, dove fu uno degli interpreti, nella parte di Frederik, della produzione originale (1911-1912) e della ripresa (1921) di The Return of Peter Grimm di David Belasco.

## Filmografia
- Soldiers of Fortune, regia di William F. Haddock (1914)
- Joseph and His Coat of Many Colors (1914)
- Wormwood, regia di Marshall Farnum (1915)
- Bondwomen, regia di Edwin August (1915)
- The Salamander, regia di Arthur Donaldson (1916)
- The Yellow Passport, regia di Edwin August (1916)
- The Social Highwayman, regia di Edwin August (1916)
- The World Against Him, regia di Frank Hall Crane (1916)
- The Fortunes of Fifi, regia di Robert G. Vignola (1917)
- Sapho, regia di Hugh Ford (1917)
- Povero cuore (Sleeping Fires), regia di Hugh Ford (1917)
- The Mystic Hour, regia di Richard Ridgely (1917)
- The Love That Lives, regia di Robert G. Vignola (1917)
- Public Defender, regia di Burton L. King (1917)
- The Mark of Cain, regia di George Fitzmaurice (1917)
- Resurrection, regia di Edward José (1918)
- All Woman, regia di Hobart Henley (1918)
- Avidità del danaro (Money Mad), regia di Hobart Henley (1918)
- Laughing Bill Hyde, regia di Hobart Henley (1918)
- Stake Uncle Sam to Play Your Hand - cortometraggio (1918)
- The Poison Pen, regia di Edwin August (1919)
- The Great Lover, regia di Frank Lloyd (1920)
- Old Dad, regia di Lloyd Ingraham (1920)
- I quattro cavalieri dell'Apocalisse (The Four Horsemen of the Apocalypse), regia di Rex Ingram (1921)
- Cappy Ricks, regia di Tom Forman (1921)
- L'asiatico (Shadows), regia di Tom Forman (1922)
- The Hero, regia di Louis J. Gasnier (1923)
- Tre pazzi saggi (Three Wise Fools), regia di King Vidor (1923)
- Chi dice donna dice danno (The Untameable), regia di Herbert Blaché (1923)
- A Prince of a King, regia di Albert Austin (1923)
- Woman-Proof, regia di Alfred E. Green (1923)
- Senza peccato (The Social Code), regia di Oscar Apfel (1923)
- Held to Answer, regia di Harold M. Shaw (1923)
- A Fool's Awakening, regia di Harold M. Shaw (1924)
- Three Weeks, regia di Alan Crosland (1924)
- La signorina Mezzanotte (Mademoiselle Midnight), regia di Robert Z. Leonard (1924)
- L'agguato (Those Who Dance), regia di Lambert Hillyer (1924)
- Gli avventurieri dell'Alaska (The Alaskan), regia di Herbert Brenon (1924)
- In Every Woman's Life, regia di Irving Cummings (1924)
- The Rose of Paris, regia di Irving Cummings (1924)
- Folly of Vanity, regia di Maurice Elvey e Henry Otto (1924)
- The Dixie Handicap, regia di Reginald Barker (1924)
- Il fantasma dell'opera (The Phantom of the Opera), regia di Rupert Julian (1925)
- My Lady's Lips, regia di James P. Hogan (1925)
- Paint and Powder, regia di Hunt Stromberg (1925)
- The Far Cry, regia di Silvano Balboni (1926)
- The Greater Glory, regia di Curt Rehfeld (1926)
- Il giglio (The Lily), regia di Victor Schertzinger (1926)
- The Return of Peter Grimm, regia di Victor Schertzinger (1926)
- Too Many Crooks, regia di Fred C. Newmeyer (1927)
- Lo sconosciuto (The Unknown), regia di Tod Browning (1927)
- A Woman's Way, regia di Edmund Mortimer (1928)
- The Grain of Dust, regia di George Archainbaud (1928)
- Imputata alzatevi! (The Power of Silence), regia di Wallace Worsley (1928)
- Marriage by Contract, regia di James Flood (1928)
- The Gun Runner, regia di Edgar Lewis (1928)
- The Diplomats, regia di Norman Taurog - cortometraggio (1929)
- The Alibi, regia di Marcel Achard - cortometraggio (1929)
- Gambette indiavolate (Why Be Good?), regia di William A. Seiter (1929)
- Coquette, regia di Sam Taylor (1929)
- Nell'ora suprema (Fast Life), regia di John Francis Dillon (1929)
- Party Girl, regia di Rex Hale (1930)
- Il prezzo della gloria (The Melody Man), regia di Roy William Neill (1930)
- In the Next Room, regia di Edward F. Cline (1930)
- Liberazione (Guilty?), regia di George B. Seitz (1930)
- The Three Sisters, regia di Paul Sloane (1930)
- Femmina (The Bad One), regia di George Fitzmaurice (1930)
- Il gallo della checca (A Devil with Women), regia di Irving Cummings (1930)
- Il mendicante di Bagdad (Kismet), regia di John Francis Dillon (1930)
- Captain Thunder, regia di Alan Crosland (1930)
- Codice penale (The Criminal Code), regia di Howard Hawks (1930)
- Beau Ideal, regia di Herbert Brenon (1931)
- Fiamme di gelosia (Doctors' Wives), regia di Frank Borzage (1931)
- Transgression, regia di Herbert Brenon (1931)
- Men of the Sky, regia di Alfred E. Green (1931)
- Their Mad Moment, regia di Chandler Sprague e Hamilton MacFadden (non accreditato) (1931)
- Il bel capitano (The Gay Diplomat), regia di Richard Boleslavsky (1931)
- Il passaporto giallo (The Yellow Ticket), regia di Raoul Walsh (1931)
- Heartbreak, regia di Alfred L. Werker (1931)
- The Wide Open Spaces, regia di Arthur Rosson (1931)
- Il segreto del dottore (Alias the Doctor), regia di Lloyd Bacon e Michael Curtiz (1932)
- Lena Rivers, regia di Phil Rosen (1932)
- Melodie della vita (Symphony of Six Million), regia di Gregory La Cava (1932)
- Forbidden Company, regia di Richard Thorpe (1932)
- The Crusader, regia di Frank R. Strayer (1932)
- False Faces, regia di Lowell Sherman (1932)
- Se avessi un milione (If I Had a Million), autori vari (1932)
- Gambling Sex, regia di Fred C. Newmeyer (1932)